# Cesiumcarbonaat
Cesiumcarbonaat is het cesiumzout van diwaterstofcarbonaat en heeft als brutoformule Cs2CO3. De stof komt voor als een wit hygroscopisch poeder, dat zeer goed oplosbaar is in water en vrij goed in ethanol. Het is beter oplosbaar in organische oplosmiddelen dan andere, vergelijkbare carbonaten (zoals kaliumcarbonaat).

## Synthese
Cesiumcarbonaat wordt via een gepatenteerd proces gewonnen uit polluciet of spodumeen. Daarvoor wordt het onder hoge druk (20 tot 40 bar) met een calciumhydroxide-oplossing gedurende 3 uur verhit bij 200-280°C. Na affiltratie van de onoplosbare calciumsilicaten en verwijdering van andere carbonaten, zoals calciumcarbonaat en lithiumcarbonaat, via koolstofdioxide blijft een geconcentreerde oplossing van cesium- en rubidiumzouten over. Deze oplossing wordt met zwavelzuur of een zuuranhydride geneutraliseerd tot pH 6 (omdat er nog basisch hydroxide overblijft in de oplossing). Hierbij wordt onder meer een cesium-aluminium-aluin-oplossing gevormd, die door herkristallisatie nog verder wordt gereinigd. Hieruit wordt dan uiteindelijk cesiumhydroxide geëxtraheerd, dat via koolstofdioxide tot cesiumcarbonaat wordt omgezet.

## Toepassingen
Cesiumcarbonaat wordt ingezet bij tal van organische reacties, waaronder veresteringen en de synthese van macrocyclische verbindingen. Tevens is het een uitgangsstof voor de synthese van andere cesiumverbindingen, waaronder alle cesiumhalogeniden.

## Kristalstructuur en eigenschappen
Cesiumcarbonaat is een kristallijne vaste stof met een monoklien kristalstelsel. Het behoort tot ruimtegroep P21/c. De parameters van de eenheidscel bedragen:
- a = 612,64 pm
- b = 1027,65 pm
- c = 814,76 pm
- ß = 95,85°

Boven 600°C dissocieert cesiumcarbonaat in vacuüm:
{\displaystyle \mathrm {Cs_{2}CO_{3}\longrightarrow \ Cs_{2}O\ +\ CO_{2}} }